# Fontenois-la-Ville
Fontenois-la-Ville is een gemeente in het Franse departement Haute-Saône (regio Bourgogne-Franche-Comté) en telt 142 inwoners (2011). De plaats maakt deel uit van het arrondissement Lure.

## Geografie
De oppervlakte van Fontenois-la-Ville bedraagt 11,9 km², de bevolkingsdichtheid is 11,9 inwoners per km².
De onderstaande kaart toont de ligging van Fontenois-la-Ville met de belangrijkste infrastructuur en aangrenzende gemeenten.

## Demografie
Onderstaande figuur toont het verloop van het inwonertal (bron: INSEE-tellingen).